# Anatole à la tour de Nesle
 (juillet 2025).
Pour plus de détails, voir Fiche technique et Distribution.
Anatole à la tour de Nesle est un dessin animé français réalisé par Albert Dubout, sorti en 1947. 

## Synopsis
Un messager du palais royal annonce un concours afin de distraire Margot la Belle à la tour de Nesle. Anatole et son rival Sparadra rivalisent d’ingéniosité pour la distraire.

## Fiche technique
- Titre : Anatole à la tour de Nesle
- Réalisateur : Albert Dubout
- Scénario : Albert Dubout
- Dessins : Albert Dubout
- Animateurs : Albert Dubout, France Baryl, Bernad, Marcel Bouret, Évariste, Jean Junca, Hélène Nivelt, Jean Tirat
- Photographie : Kostia Tchikine
- Montage : Myriam Borsoutzky assistée de Yannick Bellon
- Musique : Jacques Météhen
- Décors : Louis Bordier, Paulette Barbot
- Société de Production : Productions du Cygne
- Pays de production :  France
- Producteurs : Louis Winns, Jean Durant
- Genre : Animation, comédie
- Dates de mise en production : 1944 à 1946, Visa n° 1350 daté du 12 septembre 1947, n° 1350 du RPCA daté du 6 octobre 1945.

## Autour du film
- Albert Dubout a réalisé un autre court-métrage d'animation autour des mêmes personnages : Anatole fait du camping.